# Bánszky Mihály
Bánszky Mihály, névváltozata: Bánszki (Makó, 1870. november 4. – Budapest, 1943. április 13.) építési vállalkozó, építész.

## Élete
Bánszki Mihály ácsmester és Streba Etelka fiaként született evangélikus családban. A 20. század elején tűnt fel, több településen – beleértve a fővárost is – templomokat tervezett, kivitelezett általában neogótikus stílusban. A két világháború között is megtartotta konzervatív stílusát.

## Családja
Házastársa csifári Csiffáry Brigitta (Csiffáry Imre unokája) volt.
Gyermekei:
- Bánszky Zoltán (1901–1982) építész, felesége Laszgallner Erzsébet.
- Bánszky Tibor (1903–1975), felesége Dancs Margit.
- Bánszky Aranka (1904–1984), férjezett Puskás Sándorné.

## Ismert épületei
- 1900: Gartai Szent Sebestyén-templom, 9330 Kapuvár, Templom köz[4]
- 1903: Evangélikus templom, 6900 Makó, Luther utca 2.[5]
- 1908–1909: Pesterzsébeti Árpádházi Szent Erzsébet templom, 1204 Budapest, Kossuth Lajos u. 60.[6][7]
- 1912–1913: Újvárosi római katolikus templom, 6900 Makó, Vásárhelyi u. 57.[5][8]
- 1913–1915: Lakóépület, 1021 Budapest, Modori utca 3.[9]
- 1927–1939: Pestszentimrei Szent Imre-templom, 1188 Budapest, Nemes u. 17.[10]
- 1930–1939: Gyóni Szent Péter-templom, 2373 Dabas, Vasút u. 28.[11][12]
- 1933: Temetőkápolna, Elek[13]

1926-ban az ő vezetésével zajlott az Érdi újfalusi templom kivitelezése is, a terveket azonban itt  Fábián Gáspár készítette.

## Képtár

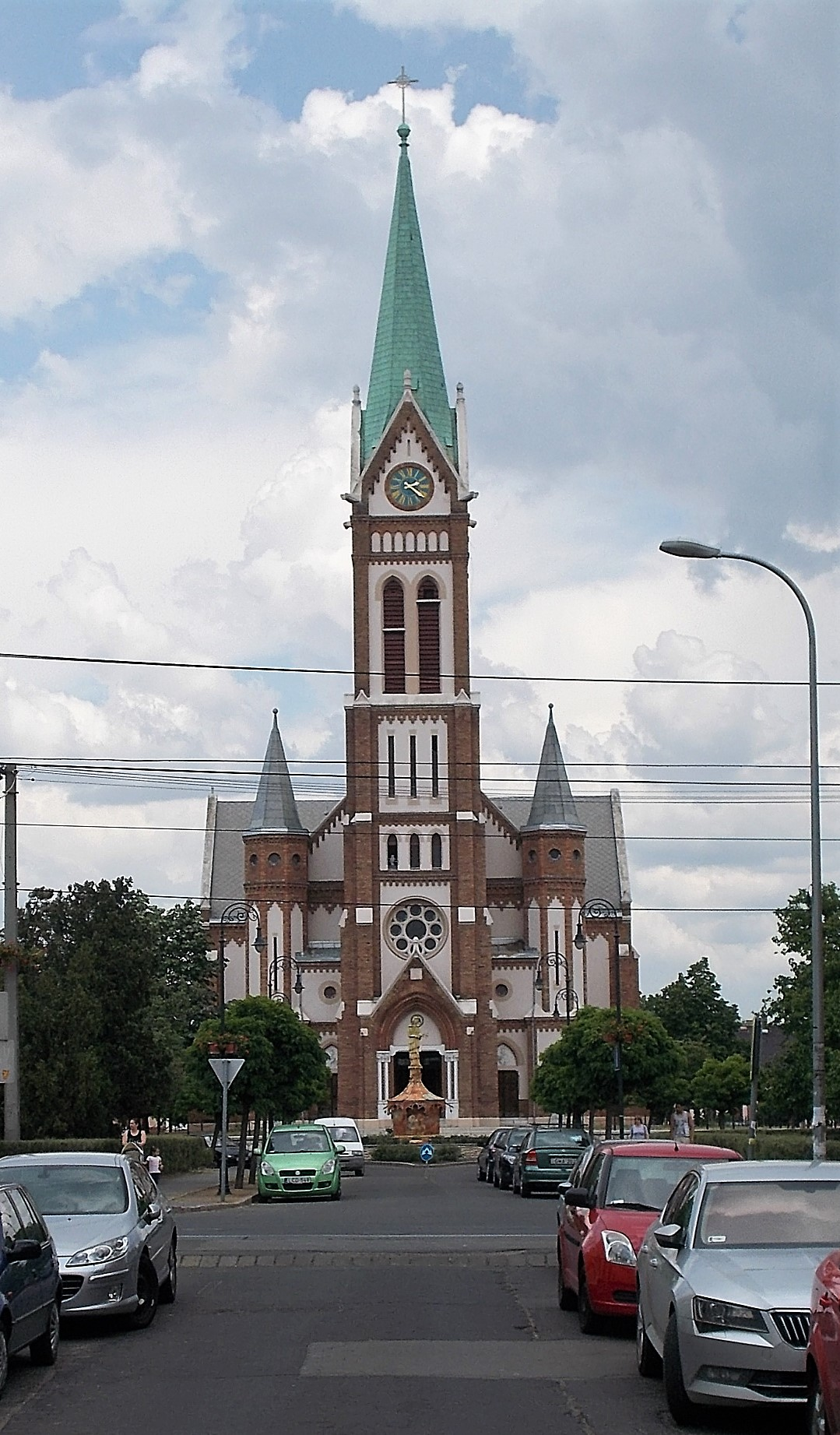
Pesterzsébeti Árpádházi Szent Erzsébet templom
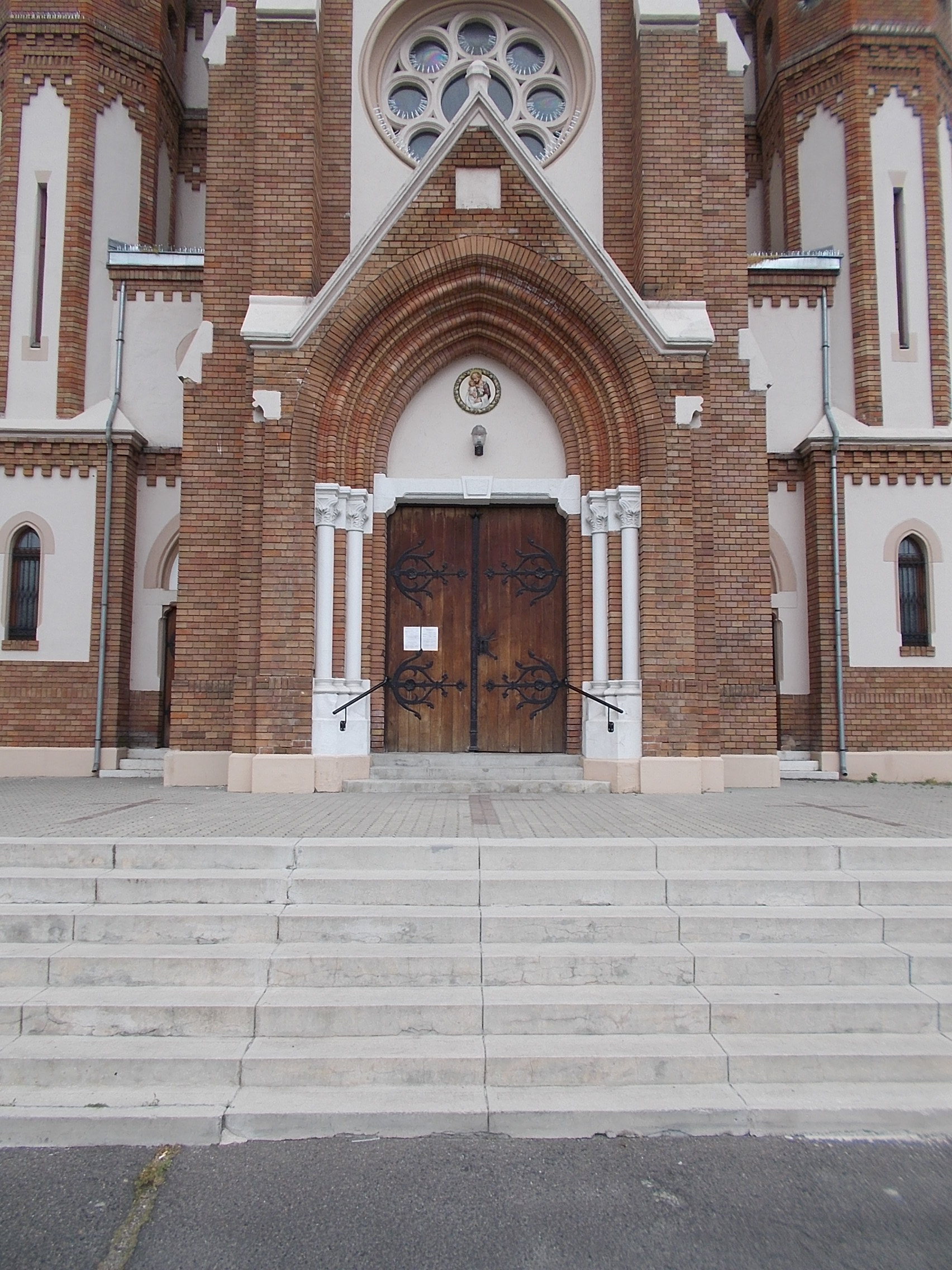
Pesterzsébeti Árpádházi Szent Erzsébet templom (részlet)
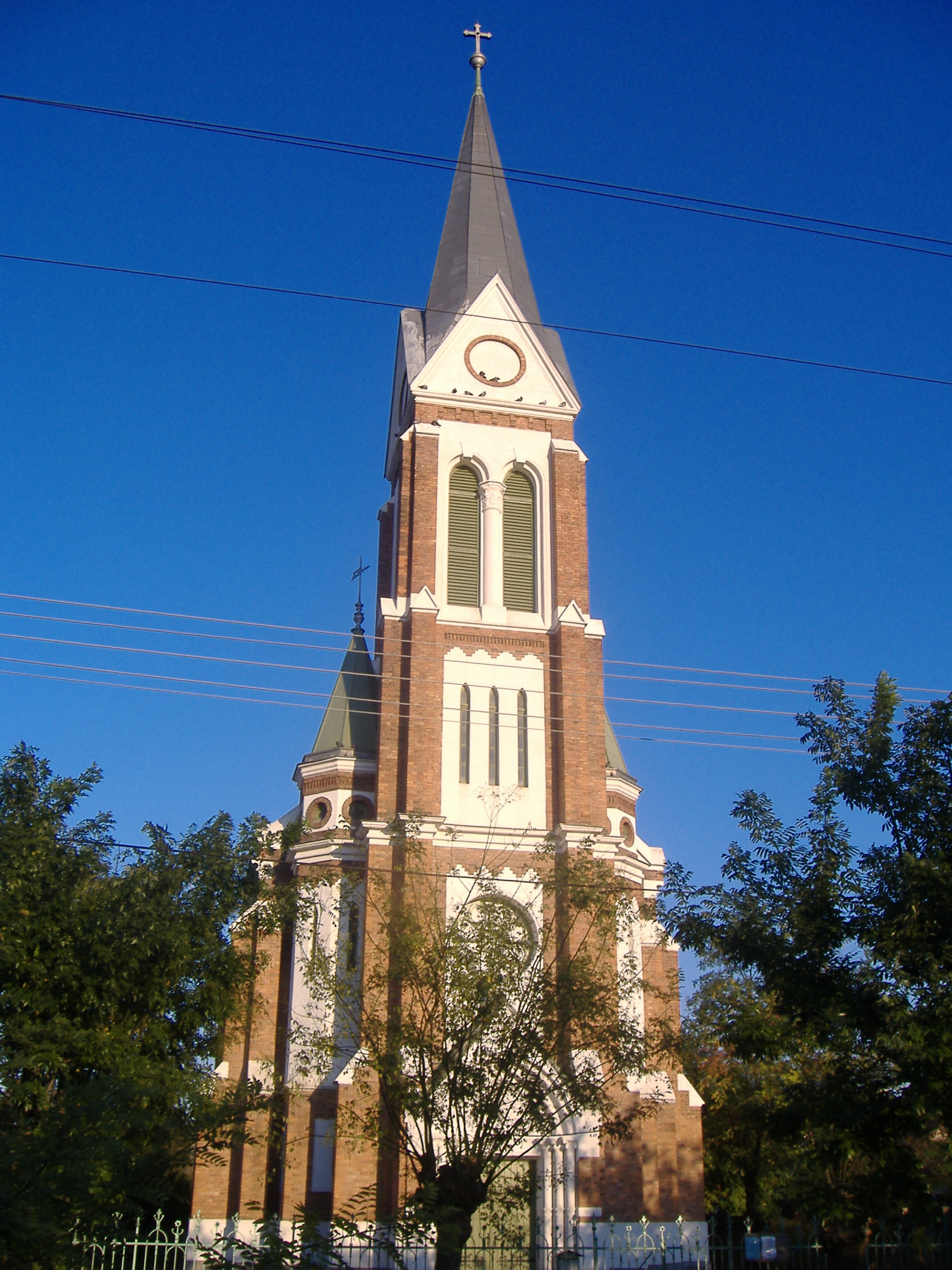
Makói Evangélikus templom
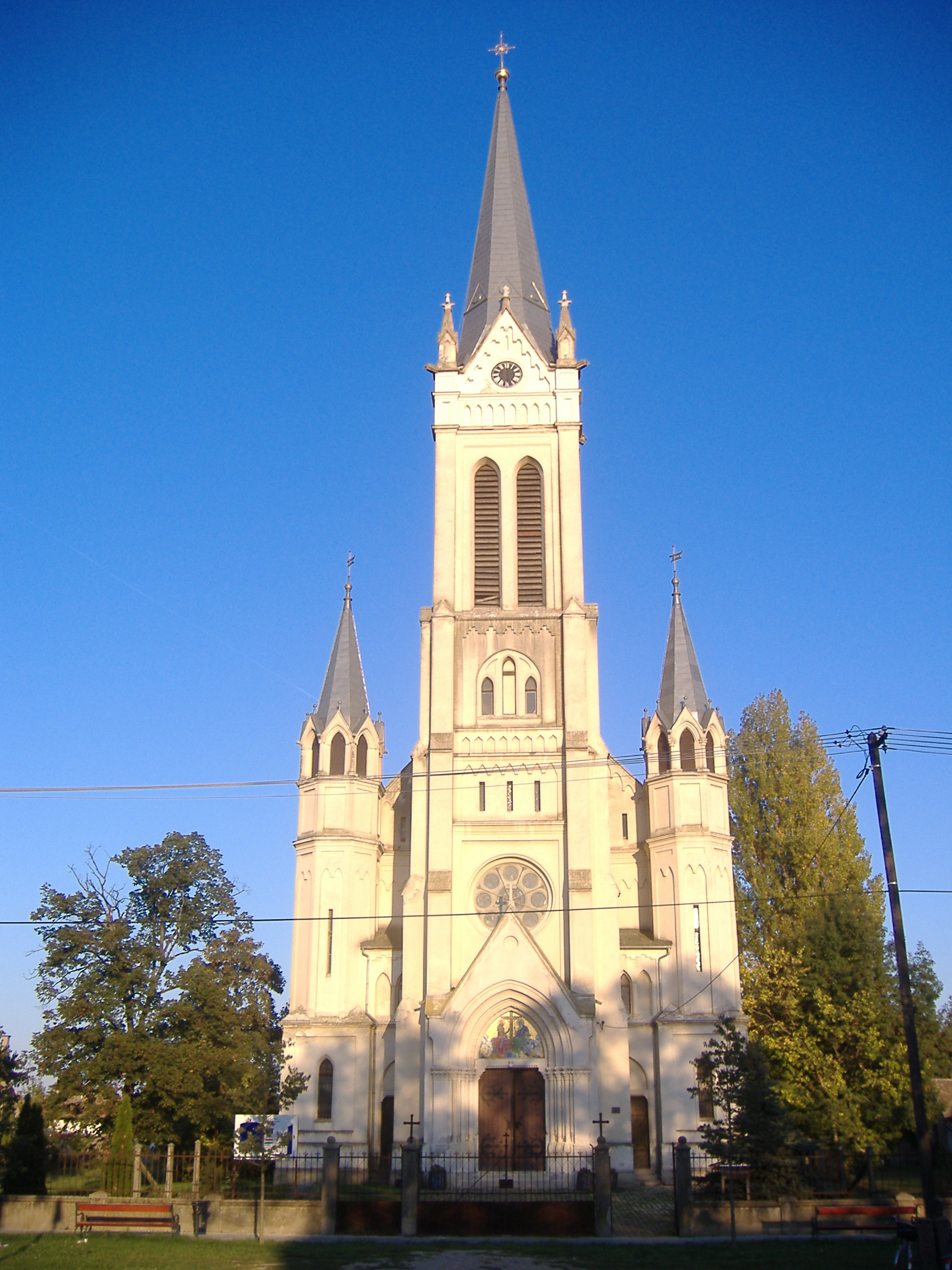
Makói Újvárosi római katolikus templom
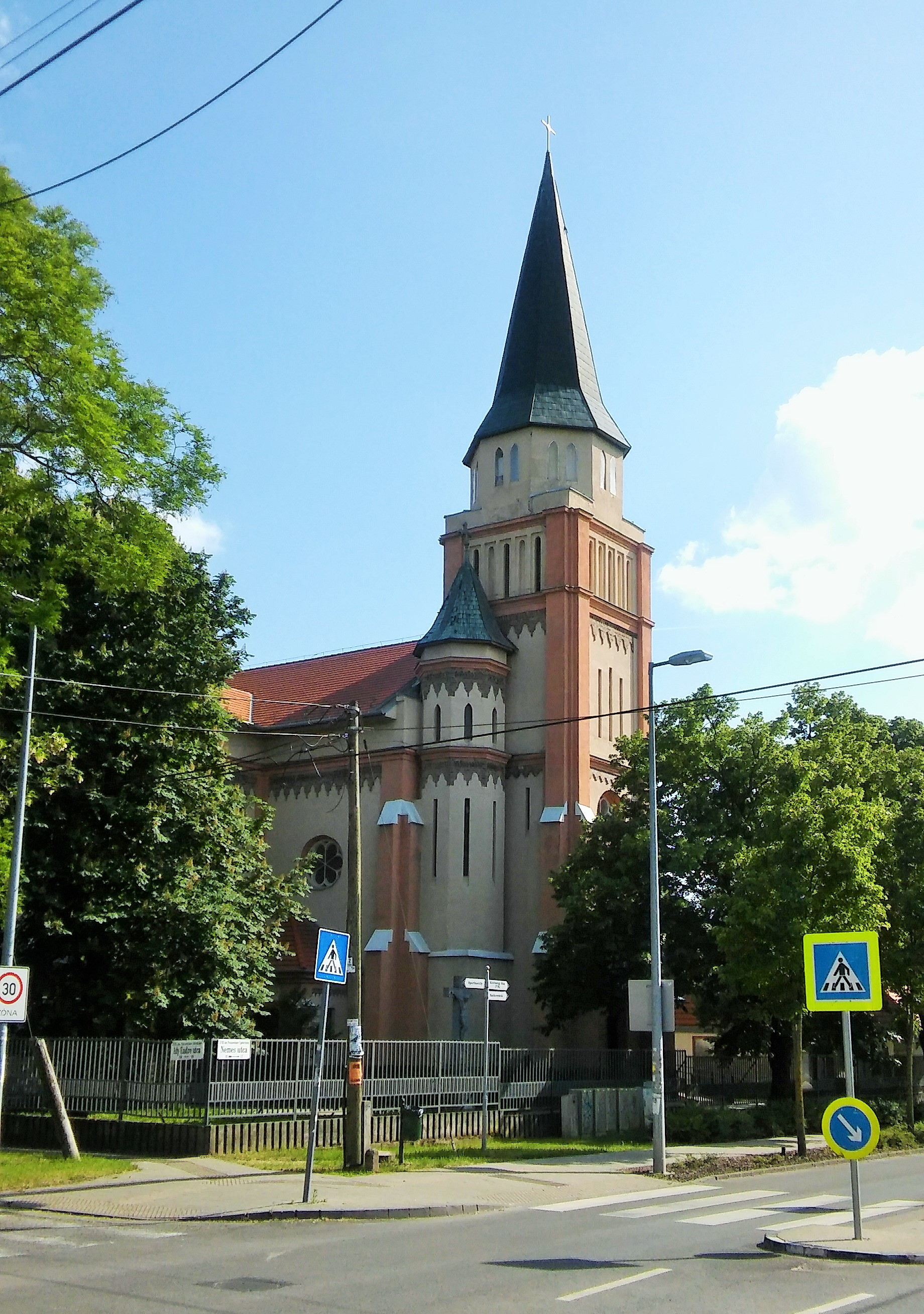
Pestszentimrei Szent Imre-templom
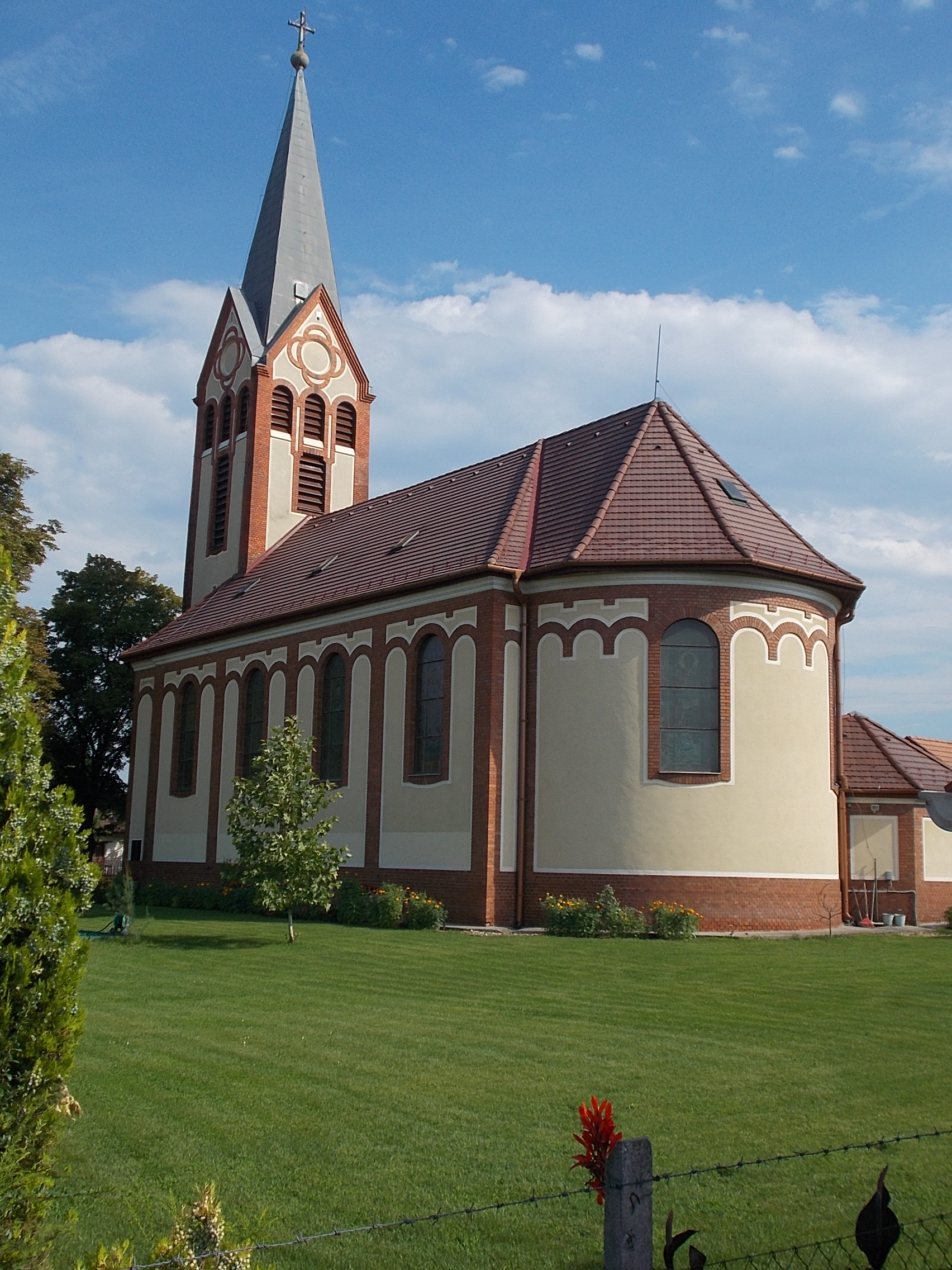
Dabasi Szent Péter templom
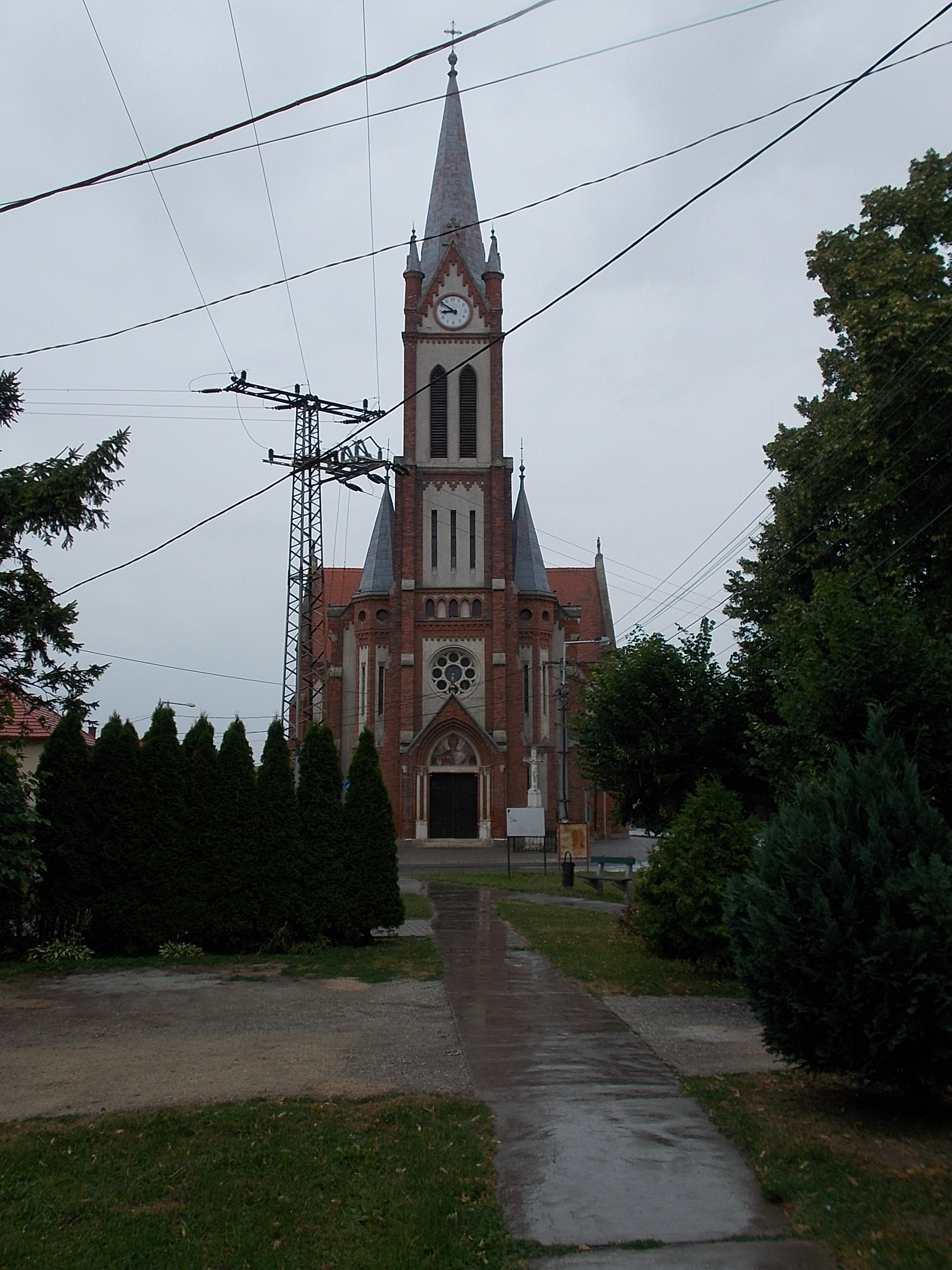
Kapuvári Szent Sebestyén-templom
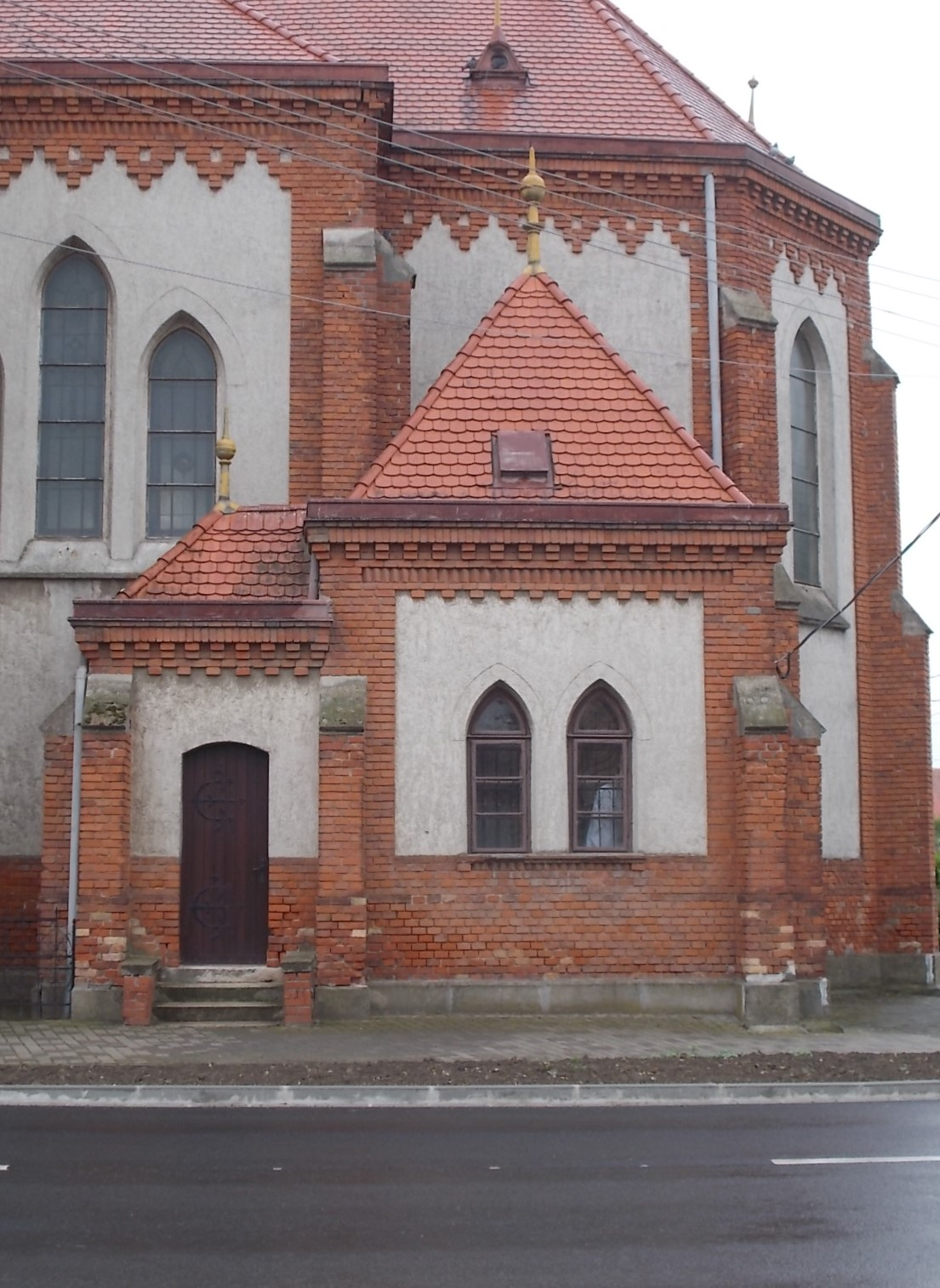
Kapuvári Szent Sebestyén-templom (részlet)